# Julia de Médici
Julia de Médici (Florencia, 1534 - Florencia, 1588) fue la hija ilegítima de Alejandro de Médici, duque de Florencia.

## Biografía

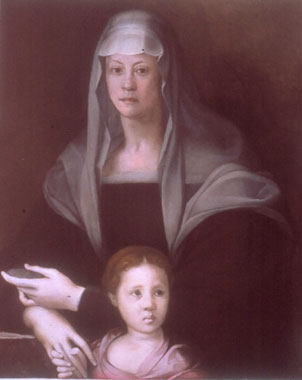
Retrato de María Salviati y un niño, probablemente Julia de Médici, por Pontormo.

Nació poco antes de la muerte de su padre, Alejandro de Médici, en 1537. Fue educada en el Monasterio de San Clemente de Florencia, y más tarde por su tía, María Salviati, madre de Cosme I de Médici. 
Se casó en primeras nupcias con el duque de Popoli, Francesco Cantelmi, y a su muerte se desposó con Bernardo de Médici, hijo de Octaviano.
Julia tenía un carácter muy altanero y orgulloso, debido a su origen aristocrático. En la corte de Cosme de Médici pretendía ser tratada con la misma consideración y protocolo que la gran duquesa Leonor Álvarez de Toledo, causando algunas tensiones con sus familiares. En 1567 dejó Florencia para instalarse en el Reino de Nápoles, donde su marido Bernardo le compró a la familia Gonzaga el importante feudo de Ottaviano, dando origen a la línea de los Médici de esa zona.
El hijo de la pareja, Alejandro, fue nombrado general del Ejército Pontificio y gobernador de Borgo.
Hasta nuestros años nos llegan cartas de Julia, dirigidas a Cosme y a otros personajes. En una de ellas, Cosme le escribe en respuesta y firma afectuosamente como "Tu Padre, el Duque de Florencia".
De ella existen dos retratos: uno de Pontormo junto a María Salviati, aunque algunos identifican al infante del cuadro como Cosme de Médici, y otro de ella, en una edad adulta.